# Condado de Grodzisk Mazowiecki
Nota linguística: Não confundir hrabstwo (condado) com powiat (divisão administrativa)..
Não confunda com o Condado de Grodzisk Wielkopolski, que tem o mesmo nome em polonês.
Grodzisk Mazowiecki (polaco: powiat grodziski) é um powiat (condado) da Polónia, na voivodia de Mazóvia. A sede é a cidade de Grodzisk Mazowiecki. Estende-se por uma área de 366,87 km², com 76 990 habitantes, segundo os censos de 2005, com uma densidade 209,86 hab/km².

## Divisões admistrativas
O condado possui:
Comunas urbanas: Milanówek, Podkowa Leśna
Comunas urbana-rurais: Grodzisk Mazowiecki
Comunas rurais: Baranów, Jaktorów, Żabia Wola
Cidades: Milanówek, Podkowa Leśna, Grodzisk Mazowiecki

## Demografia
População (dados de 30 de Junho de 2005):
|          | Total   | Total | Mulheres | Mulheres | Homens  | Homens |
| -------- | ------- | ----- | -------- | -------- | ------- | ------ |
|          | pessoas | %     | pessoas  | %        | pessoas | %      |
| Total    | 76 990  | 100   | 40 276   | 52,3     | 36 714  | 47,7   |
| Cidades  | 45 987  | 100   | 24 475   | 53,2     | 21 512  | 46,8   |
| Povoados | 31 003  | 100   | 15 801   | 51       | 15 202  | 49     |